# Oeuvre van Franz Schubert
Dit is een overzicht van de werken van de Oostenrijkse componist Franz Schubert.
Afwijkend van de algemene volgorde (chronologisch, alfabetisch) is deze lijst opgezet naar de indeling die ook Otto Erich Deutsch hanteert in zijn wetenschappelijk werk Franz Schubert. Thematisches Verzeichnis seiner Werke in chronologischer Folge. Neuausgabe in deutscher Sprache bearbeitet und herausgegeben von der Editionsleitung der Neuen Schubert-Ausgabe und Werner Aderhold (Kassel, 1978).

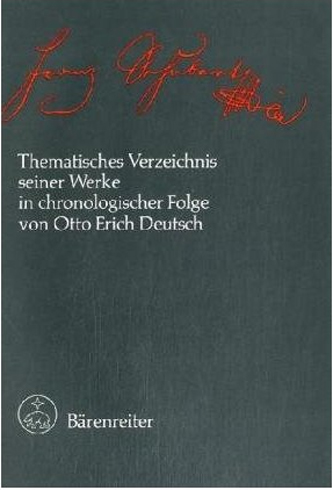
Deutsch-Verzeichnis 1978

## Werken voor orkest

### Symfonieën
- Symfonie in D-groot, D 2b, Fragment
- 1813 Symfonie Nr. 1 in D-groot, D 82
  1. Adagio - Allegro vivace
  2. Andante
  3. Menuetto. Allegretto
  4. Allegro vivace
- 1814-1815 Symfonie Nr. 2 in Bes-groot, D 125
  1. Largo - Allegro vivace
  2. Andante
  3. Menuetto. Allegro vivace
  4. Presto vivace
- 1815 Symfonie Nr. 3 in D-groot, D 200
  1. Adagio maestoso - Allegro con brio
  2. Allegretto
  3. Menuetto. Vivace - Trio
  4. Presto vivace
- 1816 Symfonie Nr. 4 "Die Tragische" in c-klein, D 417
  1. Adagio molto - Allegro vivace
  2. Andante
  3. Menuetto: Allegro vivace
  4. Finale: Allegro
- 1816 Symfonie Nr. 5 in Bes-groot, D 485
  1. Allegro
  2. Andante con moto
  3. Menuetto - Allegro molto
  4. Allegro vivace
- 1817-1818 Symfonie Nr. 6 in C-groot (De kleine symfonie in C-groot), D 589
  1. Adagio - Allegro
  2. Andante
  3. Scherzo: Presto - Più lento
  4. Finale: Allegro moderato
- Symfonie in D-groot, D 615, Fragment
- Symfonie in D-groot, D 708a, Fragment
- 1821 Symfonie in E majeur, D 729, Fragment
- 1822 Symfonie Nr. 8 "Die Unvollendete (De onvoltooide)" in b mineur, D 759, Fragment,
  1. Allegro moderato
  2. Andante con moto
- 1825 Symfonie (Gmunden/Gasteiner Symfonie), D 849, Fragment (verloren gegaan)
- Symfonie in D-groot, D 936a, Fragment
- 1825-1826 Grote symfonie Nr. 9 in C majeur, D 944
  1. Andante - Allegro ma non troppo
  2. Andante con moto
  3. Scherzo: Allegro vivace
  4. Finale: Allegro vivace

### Ouvertures
- Ouverture in D-groot, D 2a
- Ouverture zu "Der Teufel als Hydraulicus", D 4
- Ouverture in D-groot, D 12
- Ouverture in D-groot, D 26
- Ouverture in Bes-groot, D 470
- Ouverture in D-groot, D 556
- Ouverture in D-groot, D 590
- Ouverture in C-groot, op. 170, D 591
- Ouverture in e-klein, D 648
- Ouverture zu "Rosamunde, Fürstin von Zypern", D 732
- Ouverture zu "Alfonso und Estrella", op. 69 Nr. 1, D 759A

### Andere werken
- Concertstuk in D-groot, voor viool en orkest, D 345
- Rondo in A-groot, voor viool en strijkorkest, D 438
- Polonaise in Bes-groot, voor viool en strijkorkest, D 580

## Missen, cantates en gewijde muziek

### Missen
- Mis, D 24e (Fragment)
- Mis Nr. 1 in F-groot (1e versie), voor 5 solostemmen, gemengd koor, orkest en orgel, D 105
- Mis Nr. 2 in G-groot, voor 3 solostemmen, gemengd koor, orkest en orgel, D 167
- Mis Nr. 1 in F-groot (2e versie), voor 5 solostemmen, gemengd koor, orkest en orgel, D 185 (met een alternatief Dona nobis pacem tot D 105)
- Mis Nr. 3 in Bes-groot, voor solisten, gemengd koor, orkest en orgel, op. 141, D 324
- 1816 rev.1828 Mis Nr. 4 in C-groot, voor sopraan, alt, tenor, bas, gemengd koor, orkest en orgel, op. 48, D 452 - première: 8 september 1825, Wenen, kerk "St. Ulrich, Maria Trost"
- Deutsche Trauermesse (Duitse treurmis), voor vier solisten en orgel, D 621
- 1819 Mis Nr. 5 in As-groot (Missa solemnis), voor sopraan, alt, tenor, bas, gemengd koor, orkest en orgel, D 678
- Deutsche Messe (Duitse mis) - "Gesang zur Feier des Heiligen Opfers", voor gemengd koor, blazers, pauken, contrabas en orgel, D 872
  1. Zum Eingang: Wohin soll ich mich wenden
  2. Zum Gloria: Ehre sei Gott in der Höhe
  3. Zum Evangelium und Credo: Noch lag die Schöpfung formlos da
  4. Zum Offertorium: Du gabst, o Herr, mir Sein und Leben
  5. Zum Sanctus Heilig, heilig, heilig
  6. Nach der Wandlung: Betrachtend Deine Huld und Güte
  7. Zum Agnus Dei: Mein Heiland, Herr und Meister!
  8. Zum Schlussgesang: Herr, Du hast mein Flehn vernommen
- Mis Nr. 6 in Es-groot (Grote mis), voor 5 solostemmen, gemengd koor, orkest en orgel, D 950

### Cantates
- Kantate zur Namensfeier des Vaters, D 80
- Wer ist groß?, cantate voor bas, gemengd koor en orkest, D 110
- Die Schlacht, D 249 (alleen maar schetsen, zie ook: D 387)
- Die Schlacht, D 387 (schetsen)
- Beitrag zur fünfzigjähren Jubelfeier des Herrn Salieri (1e versie), D 407 (zie ook: D 441)
- Beitrag zur fünfzigjähren Jubelfeier des Herrn Salieri (2e versie), voor twee tenoren, bas en piano, D 441
- Prometheus - Zum Namenstag von Heinrich Joseph Watteroth, cantate, D 451
- Kantate zu Ehren Josef Spendous, cantate voor solisten, gemengd koor en orkest, op. 128, D 472
- Kantate zum Geburtstag des Sängers Johann Michael Vogl, voor drie stemmen, op. 158, D 666
- Paascantate (zie opera's: Lazarus - Die Feier der Auferstehung) D 689
- Am Geburtstage des Kaisers, cantate voor solisten, gemengd koor en orkest, op. 157, D 748
- Kantate zur Feier der Genesung des Fräulein Irene von Kiesewetter, cantate voor zes zangstemmen, D 936

### Andere werken (religieuze muziek)
- Salve Regina in Bes-groot, voor tenor, orkest en orgel, D 106
- Eerste offertorium in C-groot, voor sopraan, tenor, klarinet of viool concertante, orkest en orgel, op. 46, D 136
- Stabat Mater in g-klein, voor gemengd koor, orkest en orgel, D 175
- Salve Regina in F-groot - Tweede offertorium, voor sopraan, orkest en orgel, D 223
- 1816 Deutsches Salve Regina in F-groot, voor gemengd koor en orgel, D 379
- Stabat Mater in F-groot, voor gemengd koor en orkest, D 383
- 1816 Salve Regina in Bes-groot, voor gemengd koor, D 386
- Chor der Engel, voor gemengd koor, D 440
- Requiem in c-klein, D 453 (Fragment)
- Tantum ergo in C-groot, voor gemengd koor, orkest en orgel, D 460
- Tantum ergo in C-groot, voor gemengd koor, orkest en orgel, D 461
- Magnificat in C-groot, D 486
- Evangelium Johannes, D 607
- 1819 Salve Regina in A-groot - Derde offertorium, voor sopraan en strijkers, op. 153, D 676
- 6e antifoon voor palmzondag, voor gemengd koor, op. 113, D 696
- 1820 De 23e psalm, voor gemengd koor en piano, op. 132, D 706
- 1824 Salve Regina in C-groot, voor mannenkoor, op. 149, D 811
- De 92e psalm - Het lied voor de Sabbath, voor bariton en gemengd koor, D 953
- Offertorium in Bes-groot', voor tenor, gemengd koor en orkest, D 963

## Muziektheater

### Opera's
| Voltooid in                | titel                                            | aktes      | première | libretto                                                                     |
| -------------------------- | ------------------------------------------------ | ---------- | --- | ---------------------------------------------------------------------------- |
| 1811                       | Der Spiegelritter, D 11                          | Fragment   | niet uitgevoerd | August von Kotzebue                                                          |
| 1813-1814; 2e versie: 1814 | Des Teufels Lustschloß, D 84                     | 3 aktes    | niet uitgevoerd | August von Kotzebue, naar Joseph-Marie Loaisel de Tréogate                   |
| 1819-1821                  | Adrast, D 137                                    | Fragment   | niet uitgevoerd | Johann Mayrhofer                                                             |
| 1815                       | Der vierjährige Posten, D 190                    | 1 akte     | 1896, Dresden, Hofopera | Theodor Körner                                                               |
| 1815                       | Fernando, D 220                                  | 1 akte     | niet uitgevoerd | Albert Stadler                                                               |
| 1815                       | Claudine von Villa Bella, D 239                  | 3 aktes    | 1913, Wenen | Johann Wolfgang von Goethe                                                   |
| 1815                       | Die Freunde von Salamanka, D 326                 | 2 aktes    | niet uitgevoerd; nieuwe bewerking: 6 mei 1928, Halle (Saale), Stedelijk Theater | Johann Mayrhofer                                                             |
| 1816                       | Die Bürgschaft, D 435                            | 3 aktes    | 1908, Wenen, (concertant); 2005, Jena, Universiteit | librettist is onbekend, naar Friedrich von Schiller, «Die Bürgschaft» (1798) |
| 1820                       | Die Zauberharfe, D 644                           | 3 aktes    | 19 augustus 1820, Wenen, Theater an der Wien | Georg von Hofmann                                                            |
| 1820                       | Die Zwillingsbrüder, D 647                       | 1 akte     | 14 juni 1820, Wenen, Kärntnerthortheater | Georg von Hofmann                                                            |
| 1820                       | Lazarus, oder: Die Feier der Auferstehung, D 689 | 3 aktes    | 11 april 1830, Wenen, St. Anna | August Hermann Niemeyer                                                      |
| 1820                       | Sakuntala, D 701                                 | 3 aktes    | er bestaan uitsluitend fragmenten voor de 1e en 2e akte | Johann Philipp Neumann, naar Kālidāsa                                        |
| 1821-1822                  | Alfonso und Estrella, D 732                      | 3 aktes    | 24 juni 1854, Weimar, Hoftheater | Franz von Schober                                                            |
| 1823                       | Die Verschworenen, D 787                         | 1 akte     | 1861, Frankfurt am Main, Stadttheater im Comoedienhaus am Roßmarkt | Ignaz Franz Castelli                                                         |
| 1823                       | Rüdiger, D 791                                   | Fragmenten | | onbekende dichter, naar Zacharias Werner, «Wanda, Königin der Sarmaten»      |
| 1823                       | Fierrabras, D 796                                | 3 aktes    | 6 januari 1829, Wenen, Gesellschaft der Musikfreunde (uitsluitend de Ouverture); 7 mei 1835, Wenen, Theater in der Josefstadt (meerdere nummers); 1897, Karlsruhe, Großherzogliches Hoftheater | Josef Kupelwieser                                                            |
| 1827                       | Der Graf von Gleichen, D 918                     | 2 aktes    | 1996, Meiningen, Staatstheater | Eduard von Bauernfeld                                                        |
|                            | Der Minnesänger, D 981                           |            | (verloren gegaan) | onbekende librettist                                                         |

### Toneelmuziek
- 1823 Rosamunde, Fürstin von Zypern, romantisch schouwspel met muziek in 4 aktes, voor alt, gemengd koor en orkest - première: 20 december 1823, Wenen, Theater an der Wien, (met D 732 als toegevoegde ouverture) - libretto: Helmina von Chézy (1783-1856)
  1. Entr'acte na de 1e optocht: Allegro molto moderato
  2. Ballet: Allegro moderato - Andante un poco assai
  3. -
    1. Entr'acte na de 2e optocht: Andante
    2. Romanze (Axa) „Der Vollmond strahlt auf Bergeshöh'n“: Andante con moto

  4. Geisterchor (TTBB) „In der Tiefe wohnt das Licht“: Adagio
  5. Entr'acte na de 3e optocht: Andantino
  6. Hirtenmelodieën: Andante
  7. Hirtenchor (SATB) „Hier auf den Fluren“: Allegretto
  8. Jägerchor (SSAA;TTBB) „Wie lebt sich's so fröhlich im Grünen“: Allegro moderato
  9. ballet: Andantino

## Vocale muziek

### Liederen-cycli
| 1823 Die schöne Müllerin, liederencyclus naar gedichten van Wilhelm Müller (1794-1827), voor tenor en piano, op. 25, D 795 1. Das Wandern' 2. Wohin? 3. Halt! 4. Danksagung an den Bach 5. Am Feierabend 6. Der Neugierige 7. Ungeduld 8. Morgengruss 9. Des Müllers Blumen 10. Thränenregen 11. Mein! 12. Pause 13. Mit dem grünen Lautenbande 14. Der Jäger 15. Eifersucht und Stolz 16. Die liebe Farbe 17. Die böse Farbe 18. Trockne Blumen 19. Der Müller und der Bach 20. Des Baches Wiegenlied 1825 Fräulein vom See, liederencyclus, naar Walter Scott, The Lady of the Lake, Op. 52 no. 6, D 839 | 1827 Winterreise, op. 89, D 911 1. Gute Nacht 2. Die Wetterfahne 3. Gefror'ne Thränen 4. Erstarrung 5. Der Lindenbaum 6. Wasserflut 7. Auf dem Flusse 8. Rückblick 9. Irrlicht 10. Rast (twee versies) 11. Frühlingstraum 12. Einsamkeit (twee versies) 13. Die Post 14. Der greise Kopf 15. Die Krähe 16. Letzte Hoffnung 17. Im Dorfe 18. Der stürmische Morgen 19. Täusching 20. Der Wegweiser 21. Das Wirtshaus 22. Mut 23. Die Nebensonnen 24. Der Leiermann (twee versies) | 1828 Schwanengesang, liederencyclus naar gedichten van Ludwig Rellstab (1799-1860), Heinrich Heine en Johann Gabriel Seidl (1804-1875), D 957 1. Liebesbotschaft (Ludwig Rellstab) 2. Kriegers Ahnung (Ludwig Rellstab) 3. Frühlingssehnsucht (Ludwig Rellstab) 4. Ständchen (Ludwig Rellstab) 5. Aufenthalt (Ludwig Rellstab) 6. In der Ferne (Ludwig Rellstab) 7. Abschied (Ludwig Rellstab) 8. Der Atlas (Heinrich Heine) 9. Ihr Bild (Heinrich Heine) 10. Das Fischermädchen (Heinrich Heine) 11. Die Stadt (Heinrich Heine) 12. Am Meer (Heinrich Heine) 13. Der Doppelgänger (Heinrich Heine) 14. Die Taubenpost (alternatief: D 965a) (Johann Gabriel Seidl) |

## Kamermuziek

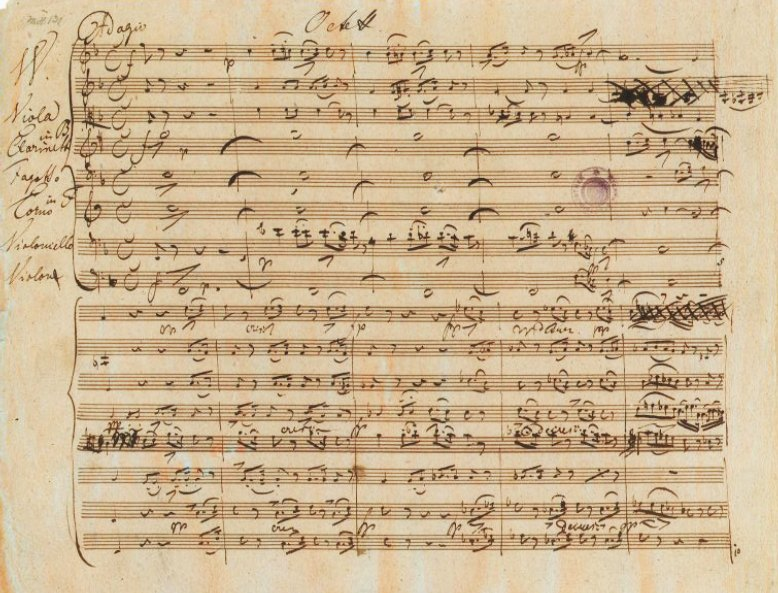
Handschrift van het Oktet in F-groot

- 1813 Oktet in F-groot, voor 2 hobo's, 2 klarinetten, 2 hoorns en 2 fagotten, D 72
  1. Menuetto. Allegretto - Trio I - Trio II
  2. Finale. Allegro
- 1813 Nonet in es-klein - Franz Schuberts Begräbnis-Feyer, voor 2 klarinetten, 2 hoorns, 2 fagotten, contrabas en 2 trombones, D 79
- Oktet in F-groot, voor klarinet, hoorn, fagot, 2 violen, altviool, cello en contrabas, op. 166, D 803
  1. Adagio - Allegro
  2. Adagio
  3. Allegro vivace
  4. Andante
  5. Menuetto (Allegretto) - Trio
  6. Andante molto - Allegro
- 1828 Strijkkwintet in C-Majeur

## Werken voor piano

### Fantasieën
- Fantasie in G-groot, voor twee piano's, D 1
- Fantasie in c-klein, voor piano, D 2e
- Fantasie in g-klein, voor twee piano's, D 9
- Fantasie - Grande Sonate in c-klein, voor twee piano's, D 48
- Fantasie in C-groot, voor piano, (Fragment), D 605
- Fantasie in C-groot - Grazer Fantasie, voor piano, D 605a
- Fantasie in C-groot - Wandererfantasie, voor piano, op. 15, D 760
- Fantasie in f-klein, voor twee piano's, op. 103, D 940
- Fantasie, voor piano, D 993

### Impromptu's
- Impromptu in c-klein, voor piano, op. 90 Nr. 1, D 899 Nr. 1
- Impromptu in Es-groot, voor piano, op. 90 Nr. 2, D 899 Nr. 2
- Impromptu in Ges-groot, voor piano, op. 90 Nr. 3, D 899 Nr. 3 (in sommige uitgaven in G-groot, met kleine wijzigingen)
- Impromptu in As-groot, voor piano, op. 90 Nr. 4, D 899 Nr. 4
- 1827 Impromptu in f-klein, voor piano, op. 142 Nr. 1, D 935 Nr. 1
- 1827 Impromptu in As-groot, voor piano, op. 142 Nr. 2, D 935 Nr. 2
- 1827 Impromptu in Bes-groot, voor piano, op. 142 Nr. 3, D 935 Nr. 3
- 1827 Impromptu in F-groot, voor piano, op. 142 Nr. 4, D 935 Nr. 4

### Ouvertures
- Ouverture, voor piano, D 14 (verloren gegaan)
- Ouverture in C-groot, voor twee piano's, D 592
- Ouverture in C-groot, voor twee piano's, D 597
- Ouverture in g-klein, voor twee piano's, D 668
- Ouverture in F-groot, voor twee piano's, op. 34, D 675

### Marsen
- Trois Marches héroiques, voor twee piano's, op. 27, D 602
- Marsch in E-groot, D 606
- 3 Militärmärsche, voor twee piano's, op. 51, D 733
- 6 Grand Marches (mit Trio), voor twee piano's, op. 40, D 819
- Marsch, voor twee piano's, D 858
- Grande Marche funèbre à l'occasion de la mort de S. M. Alexandre I, Empéreur de toutes les Russies in c-klein, voor twee piano's, op. 55, D 859
- Grande Marche héroique composée à l'occasion du Sacre de Sa Majesté Nicolas I, Empéreur de toutes les Russies in a-klein, voor twee piano's, op. 66, D 885
- 2 Marches charactéristiques in C-groot, voor twee piano's, D 886
- Kindermarsch in G-groot, voor twee piano's, D 928
- Marsch, voor piano vierhandig, op. 121, D 968b

### Polonaises
- 4 Polonaisen, voor twee piano's, op. 75, D 599
- Polonaisen, voor twee piano's (schetsen), D 618A
- 6 Polonaisen, voor twee piano's, op. 61, D 824

### Rondo's
- Rondo in E-groot, voor piano, op. 145 Nr. 2, D 506
- Rondo in D-groot, voor twee piano's, op. 138, D 608
- Rondo in A-groot, voor twee piano's, op. 107, D 951

### Sonates voor piano
- Piano Sonate in E groot,  D 157, 1814
- Piano Sonate in C groot,  D 279, 1815
- Piano Sonate in E groot,  D 459, 1816
- Piano Sonate in As groot, D 557, 1817
- Piano Sonate in G groot,  D 894, 1826

### Andere werken voor piano
- 12 Walzer, 17 Ländler und 9 Éccosaisen, voor piano, op. 18, D 145
- 10 Variaties in F-groot, voor piano, D 156
- 13 Variationen auf ein Thema von Anselm Hüttenbrenner in a-klein, voor piano, D 576
- Introduktion und Variationen auf ein Original-Thema in Bes-groot, voor twee piano's, D 603
- 6 moments musicaux, voor piano, op. 94, D 780